# 美姿野馬騣
美姿野馬騣（学名：Polytrichastrum formosum）为土馬騣科野馬騣屬下的一个种。